# Genc Ruli
Genc Pëllumb Ruli (ur. 11 kwietnia 1958 w Durrësie) – albański polityk i ekonomista.

## Życiorys
W 1981 ukończył studia ekonomiczne, a w 1982 studia prawnicze na Uniwersytecie Tirańskim. Po studiach rozpoczął pracę naukową na macierzystej uczelni. Pracę doktorską z zakresu nauk ekonomicznych obronił w 1986. W 1994 został profesorem ekonomii, prowadząc wykłady na macierzystej uczelni.
Od 1991 związany z Demokratyczną Partią Albanii. W czerwcu 1991 po raz pierwszy objął stanowisko ministerialne, kierując resortem finansów w rządzie kierowanym przez Ylli Bufiego. Ponownie stanowisko ministra finansów objął po zwycięstwie Demokratycznej Partii Albanii w wyborach 1992 roku. Po dymisji ze stanowiska pełnił funkcję przewodniczącego parlamentarnej komisji finansów. Był także przewodniczącym Instytutu Ubezpieczeń Społecznych. W 2007 odwiedził Polskę.
Pełnił funkcję wiceprzewodniczącego Narodowego Komitetu Olimpijskiego Albanii.